# 八木栞
八木栞（2003年9月19日—），愛知縣出身，隸屬於演藝經紀公司UP-FRONT AGENCY旗下，2021年7月7日正式加入山茶花工廠，當年11月17日以3A單曲「ガラクタ DIAMOND／約束・連絡・記念日／涙のヒロイン降板劇」正式出道。

## 個人簡歷
參加＜「Juice=Juice」「つばきファクトリー」合同新メンバーオーディション＞且合格，與同樣參加甄選合格的河西結心與福田真琳以及從Hello! Pro研修生中昇格的豫風瑠乃一同成為山茶花工廠第三期新成員。
2021年
- 7月7日，正式加入山茶花工廠。
- 11月17日，以山茶花工廠成員的身分推出3A單曲「ガラクタ DIAMOND／約束・連絡・記念日／涙のヒロイン降板劇」正式出道。

2025年
- 1月27日，公佈於4月30日在日本武道館進行畢業公演，[1]並在畢業後轉型成音樂劇演員。
- 4月30日，在日本武道館參演山茶花工廠十週年演唱會「つばきファクトリー 10th Anniversary Concert at BUDOKAN 〜OUR DAYS〜」，從山茶花工廠和早安家族畢業。

## 外部連結
- つばきファクトリーHello!Project （页面存档备份，存于）
- つばきファクトリーTwitter （页面存档备份，存于）
- つばきファクトリーAmeblo （页面存档备份，存于）
- つばきファクトリーYouTube （页面存档备份，存于）
- 官網個人檔案 （页面存档备份，存于）

1. ↑  . ハロー!プロジェクト オフィシャルサイト. 2025-01-27  [2025-01-27]. （原始内容存档于2025-03-04）.